# 장헌근
장헌근(張憲根, 일본식 이름: 張間憲四郞하리마 겐시로, 1881년 6월 28일 ~ ?)은 일제강점기의 경찰 겸 관료이자 조선민주주의인민공화국의 친일 공산주의 계열 정치인이고, 본관은 덕수이며, 본적은 서울특별시 종로구 종로6가이다.

## 생애
1897년 3월 일본으로 유학했으며, 1900년 4월부터 1904년 3월 졸업할 때까지 일본 도쿄 세이조 학교(成城學校)에 재학했다. 1905년 3월 귀국했고, 1905년 4월 육군 유년학교 교관, 1907년 8월 육군 무관학교 교관을 역임했다.
1910년 7월 13일 통감부 경시로 임명되었으며, 1912년 8월 1일 일본 정부로부터 한국병합기념장을 받았다. 조선총독부 경무과 경부(1910년 ~ 1916년)와 경상남도 경무부 경시(1916년 ~ 1919년)로 근무했고, 1919년 경상남도 경시 겸 위생과장, 1921년 5월 강원도 경시 겸 경찰부 위생과장, 1922년 강원도 보안과장을 역임했다.
1922년 8월 12일 강원도 통천군수로 임명되었으며, 강원도 강릉군수(1923년 11월 9일 임명), 강원도 고성군수(1924년 12월 24일 임명), 강원도 원주군수(1932년 6월 4일 임명), 강원도 강릉군수(1934년 10월 12일 임명)를 차례로 역임했다. 1924년 11월 28일 일본 정부로부터 훈6등 서보장, 1928년 11월 16일 쇼와대례기념장, 1930년 1월 20일 훈5등 서보장을 받았고, 1935년 4월 1일부터 1938년 6월 23일까지 함경북도 참여관을 역임했다.
1935년 10월 1일 조선총독부로부터 시정 25주년 기념표창, 1936년 1월 16일 일본 정부로부터 훈4등 서보장을 받았으며, 1937년 12월 28일 고등관 2등, 1938년 7월 13일 종4위에 각각 서위되었다. 1938년 6월 23일부터 1945년 8월 광복 때까지 조선총독부 중추원 참의를 역임했고 청진예방구금위원회 예비위원(1941년 3월 29일 ~ 1944년 3월 28일), 국민총력조선연맹 이사(1941년 5월 ~ 1944년 6월), 흥아보국단 준비위원(1941년 8월), 조선임전보국단 발기인 및 이사(1941년 10월) 등을 역임했다.
광복 이후에 북조선인민위원회 사법부장을 맡았으며, 당시 조선민주주의인민공화국에서 권력가로는 10위 안에 들었던 인물이라고 전해진다. 1960년대 후반에 숙청당한 것으로 추정되나, 정확한 사망 원인은 알려지지 않았다.
친일파 708인 명단의 경시 부문, 도 참여관 부문, 중추원 부문, 기타 부문, 민족문제연구소의 친일인명사전 수록자 명단의 경찰 부문, 관료 부문, 중추원 부문, 친일반민족행위진상규명위원회가 발표한 친일반민족행위 705인 명단에 포함되었다.

## 참고자료
- 친일반민족행위진상규명위원회 (2009). 〈장헌근〉. 《친일반민족행위진상규명 보고서 Ⅳ-15》. 서울. 658~680쪽.